# تريادوباتريشز

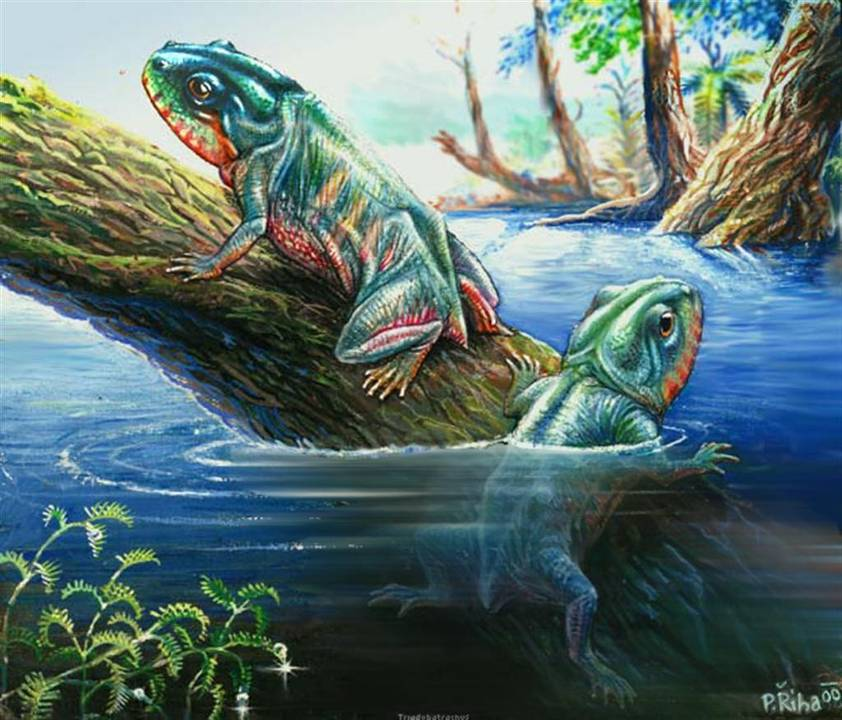
إعادة إنشاء

التريادوباتريشز (Triadobatrachus، "ضفدعة ثلاثية") هو جنس منقرض من الضفادع شبيهة البرمائيات، ويتضمن نوع واحد فقط معروف هو التريادوباتريشز ماسينوتي (Triadobatrachus massinoti)، وهو أقدم عضو من سلالة الضفادع معروف للعلم وهو مثال جيد جدًا على الحفريات الانتقالية، عاش خلال الترياسي المبكر منذ نحو 250 مليون سنة مضت فيما هو الآن مدغشقر.

## معرض صور

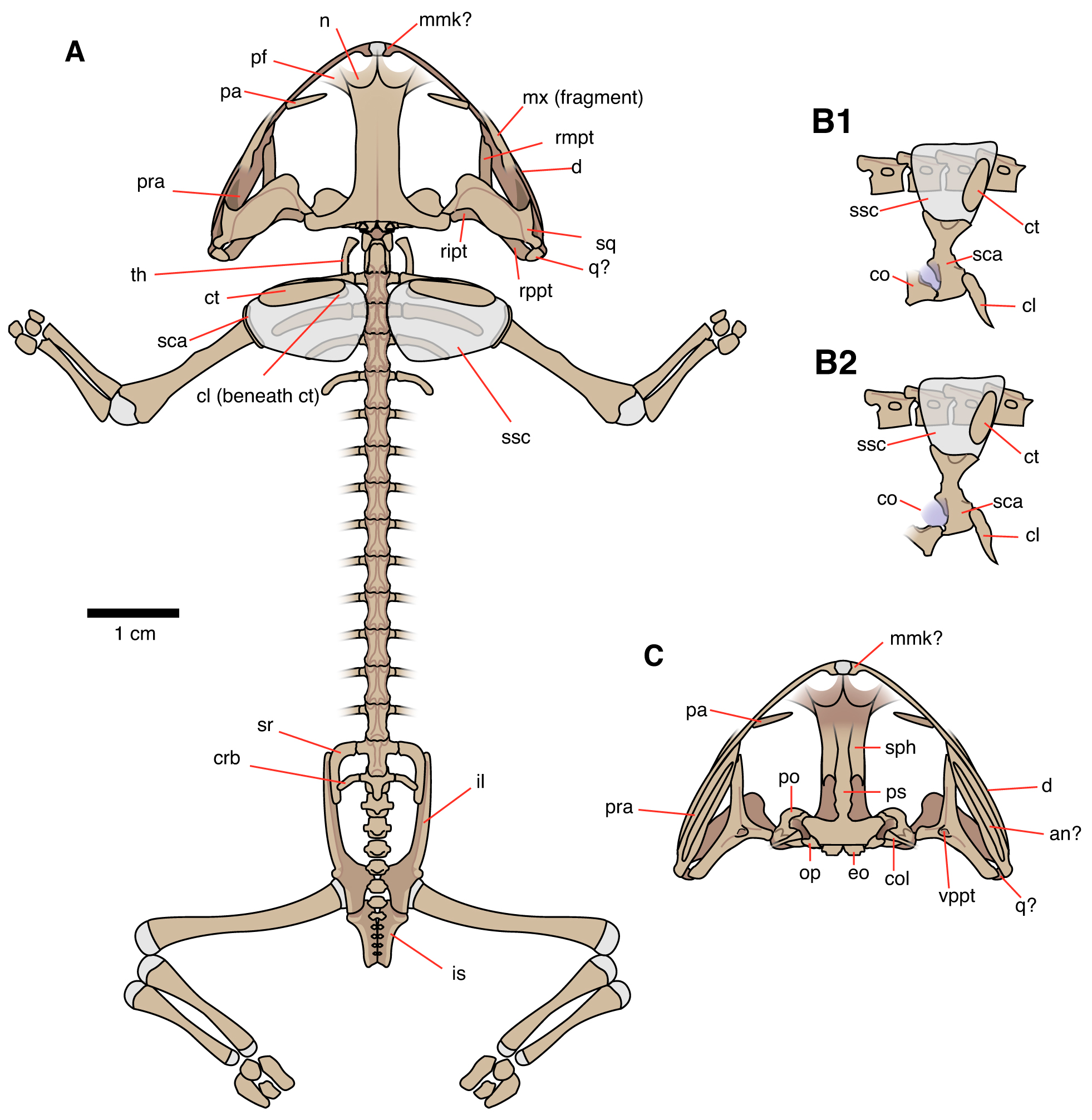
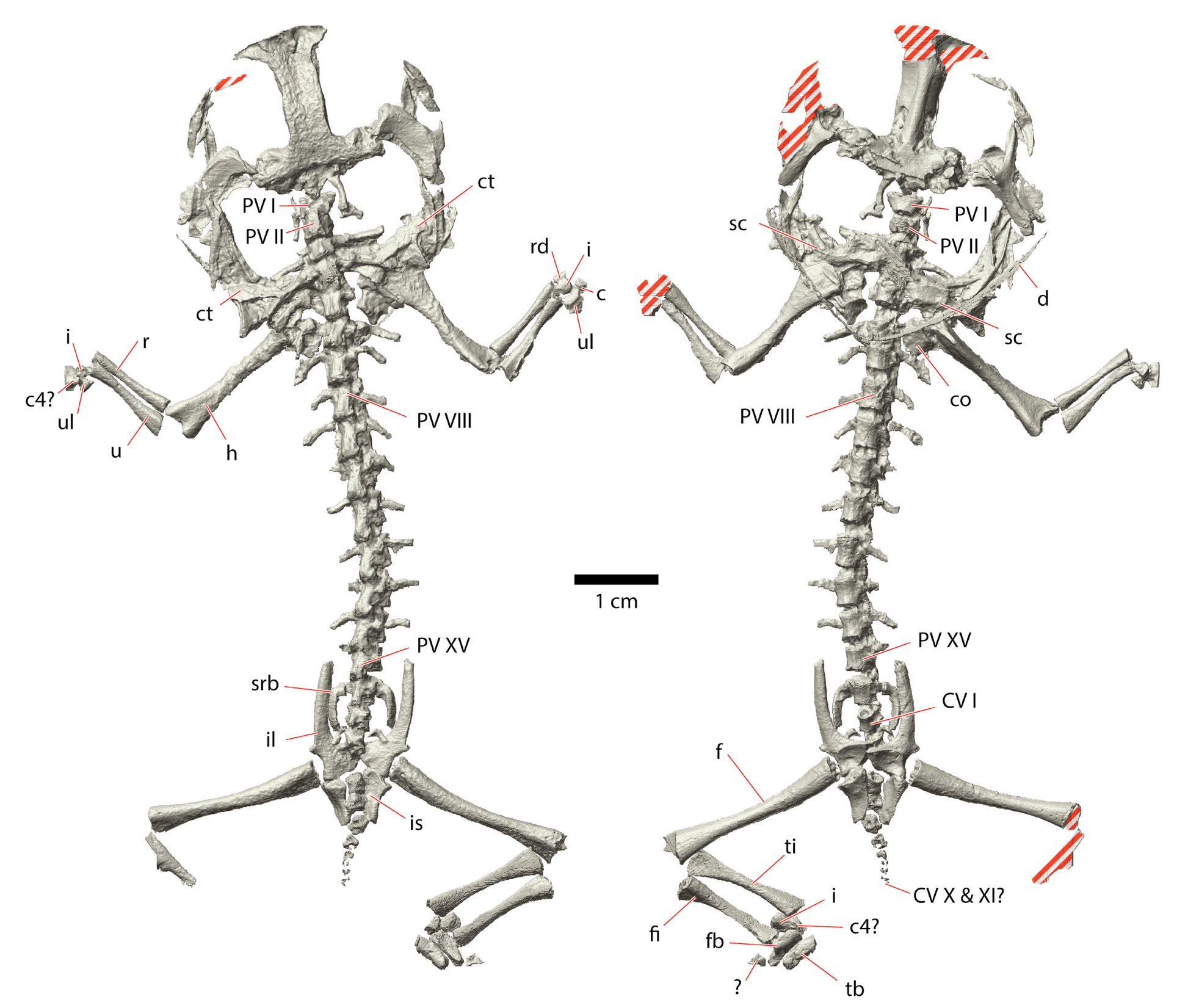
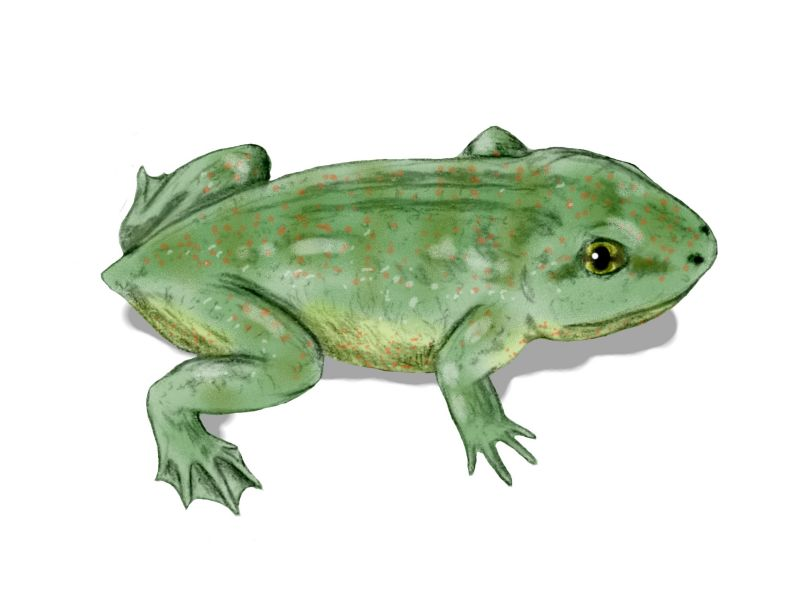

## وصلات خارجية
- Triadobatrachus massinoti en Tree of Life